# Volkspark Rehberge
Der Volkspark Rehberge ist ein Volkspark im Berliner Ortsteil Wedding. Der Park wurde in den Jahren 1922–1929 gestaltet. Das Gartendenkmal hat eine Größe von rund 78 Hektar. Zusammen mit dem direkt im Südosten angrenzenden Goethepark bildet er eine Parklandschaft von etwa 115 ha. Direkt im Südwesten grenzen der Plötzensee und die ihn umgebenden Grünanlagen an den Park. Der Volkspark Rehberge bietet den Besuchern neben Spazier- und Radwegen und Liegewiesen auch Tiergehege, Spielplätze, eine Rodelbahn mit 20 Metern Höhenunterschied, Sportplätze, Gastronomie und eine Freilichtbühne.
Seit 1953 sind Teile des Volksparks als Landschaftsschutzgebiet geschützt. Der Park entstand in einer eiszeitlichen Landschaft aus Flugsanddünen und einer eiszeitlichen Rinne, dem Langen Fenn. Im Rahmen der Parkgestaltung wurde diese Rinne in eine Kette aus drei Seen umgestaltet: den größeren Möwensee, den kleineren Sperlingssee und den mit dem Sperlingssee verbundenen Entenpfuhl. Im Park sind mehrere größere Sportanlagen. Das Stadion Rehberge ist Heimstätte des „BSC Rehberge 1945“, eines Berliner Sportvereins. In der Nähe befindet sich der U-Bahnhof Rehberge.

## Geschichte

### Das Gelände bis zum Ersten Weltkrieg

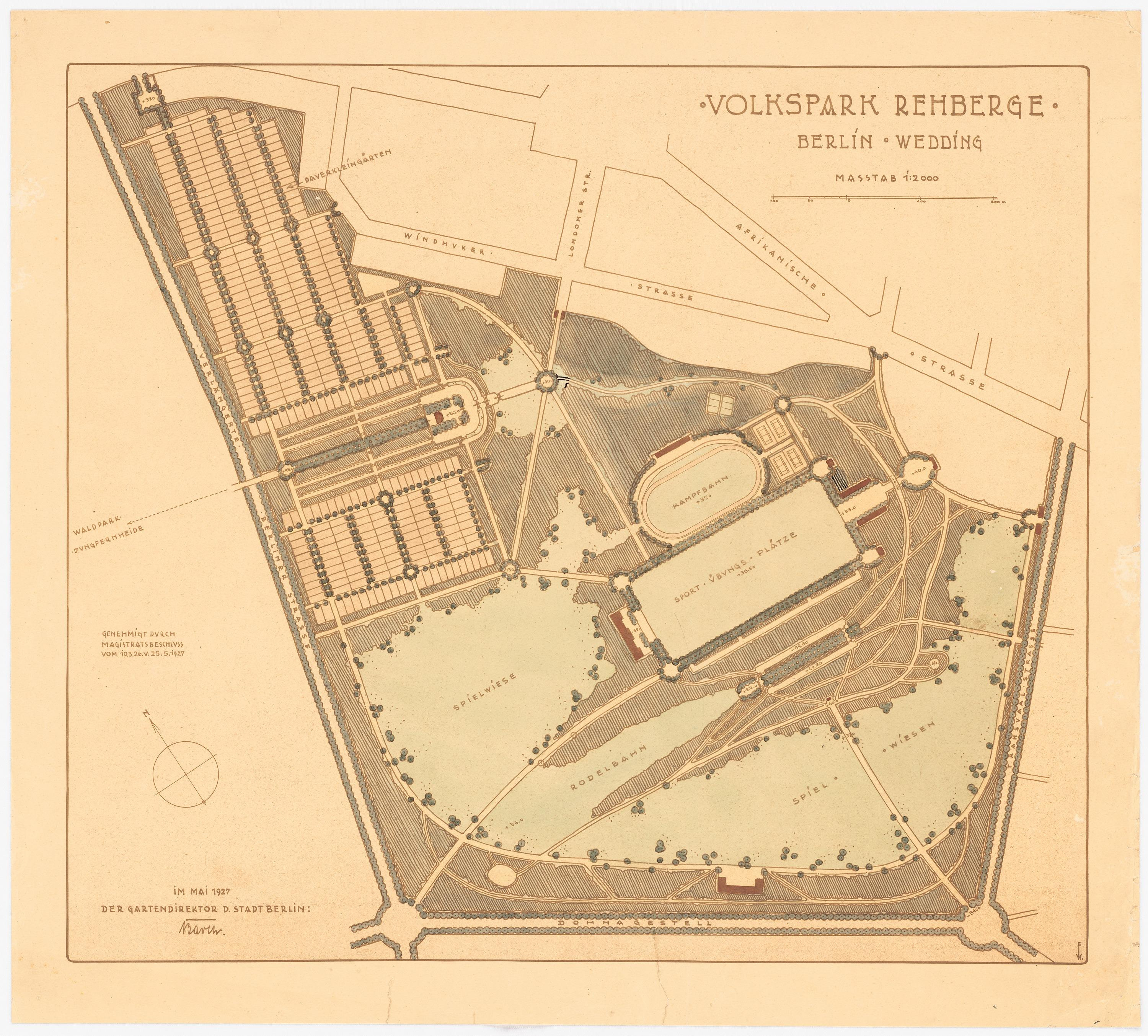
Grundrisszeichnung von Erwin Barth, 1927. Zu erkennen die Dreiteilung aus zentraler Dünenkette mit Sportanlagen, weitläufigen Wiesen im Süden und der Kleingartenkolonie im Nordwesten-

Die ehemalige Dünenlandschaft ist Teil des Berliner Urstromtals, speziell der Jungfernheide. Bis 1915 gehörte das Gelände nicht zur Stadt Berlin, sondern zum preußischen Gutsbezirk Plötzensee. Auf dem Gelände befanden sich Sümpfe und mehrere Hügelketten: Die namensgebenden Rehberge aber auch die Wurzelberge und die Fuchsberge. Geologisch wurden über Mittelsande (Talsande) im Spätglazial feinere Flugsande abgelagert, die teilweise hohe Dünen bildeten. Das Gebiet hatte bis in das frühe 19. Jahrhundert – mit Ausnahme der Gewässerufer – einen hohen Bestand an märkischen Kiefern und Traubeneichen.
Bereits zu dieser Zeit nutzte die Berliner Verwaltung das Gelände zur Arbeitsbeschaffung und ließ die in den Rehbergen vorkommenden Sümpfe durch vormalige Arbeitslose trockenlegen. Die sogenannten Rehberger waren dann in der Märzrevolution von 1848 berühmt und berüchtigt. Auf dem Gelände des heutigen Volksparkes wurde teilweise der sandige Aushub des in den Jahren 1848–1859 erbauten Berlin-Spandauer Schifffahrtskanals abgeladen. Später diente der Sand der Rehberge als Sandquelle für die Reinigung der Fußböden der Berliner Wohnungen. Der sogenannte „Wittensand“, der dafür genutzt wurde, musste erst in Handarbeit unter den darüber liegenden Sandschichten ausgegraben werden und wurde dann mit Hunde- oder Pferdegespannen in die Berliner Innenstadt gebracht, wo ihn Händler an Hausfrauen verkauften. Das sandige Gebiet diente später dem preußischen Militär als Schießplatz und Übungsgelände. Diese konzentrierten sich vor allem auf das Gebiet des heutigen Goetheparks und den Nordosten des heutigen Volksparks – dort wo heute der Leutnantsberg liegt.
Zu Beginn des 20. Jahrhunderts plante Zoodirektor Carl Hagenbeck aus Hamburg, auf diesem Gebiet einen Ausstellungspark anzulegen. Laut Baedeker-Reiseführer sollten hier Tiere in einer Landschaft leben, die ihrer eigentlichen Heimat sehr nahekommt. Andere Quellen sprechen dagegen von einer Tier- und Völkerschau mit ähnlichen Darstellungsweisen wie auf der Deutschen Colonial-Ausstellung von 1896 im Treptower Park. Tiere und Menschen aus den damaligen deutschen Kolonien sollten im Park zur Schau gestellt werden. Wegen des Ersten Weltkriegs kam es jedoch nie zur Realisierung dieser Pläne.

### Abholzung, Laubenkolonien und erste Pläne
Die Bäume, die vormals in den Rehbergen wuchsen, glichen der Vegetation des Tegeler Forsts. Allerdings überlebte der Baumbestand nicht die Zeit nach dem Ersten Weltkrieg. Der erste Winter nach Kriegsende in den Jahren 1918–1919 war besonders kalt, und so holzte die Berliner Bevölkerung den Baumbestand in diesem Gebiet ab. Franz Affeld beschrieb die Szenen mit 40 Jahren Abstand: „Jetzt kamen die Holzfäller mit ihren Handwagen von nah und fern, ja sogar aus Schöneberg mit Roß und Wagen. Und so mancher Stamm nahm seinen Weg durch die Müllerstraße.“ Der fehlende Bewuchs führte zu Erosion, es türmten sich Dünen auf, und der Flugsand war der Gesundheit der in der Nachbarschaft lebenden Menschen wenig zuträglich. Angeblich wurden in dieser Zeit sogar Wüstenfilme in den Rehbergen gedreht. Nachdem die Behörden angesichts der Not der Menschen die Abholzung zunächst gewähren ließen, schritten sie später – als die Abholzung kommerzialisiert wurde und die Probleme des Flugsandes offenkundiger waren – ein, und ließen den restlichen Baumbestand der Rehberge durch die Reichswehr schützen. Trotz dieses Schutzes beschrieb die Zeitschrift Die Gartenwelt in ihrem überschwänglichen Artikel zur Eröffnung des Parks von 1929 den Zustand nach dem Krieg noch als „und die Erde war wüst und leer“.
Auf dem Gelände der Rehberge hatten sich zahlreiche wilde Laubenkolonien angesiedelt. Arbeiter hatten eine Hütte oder Laube gebaut und sich kleine Gärten angelegt. Diese Siedlungen waren teils größer, gut organisiert und in das florierende Kleingartenwesen eingebunden, teils kleiner und nur den Bewohnern zum Überleben dienend. Für den Bau des Volksparks wurden diese Siedlungen geräumt. Insgesamt in 348 Fällen kam es zu Schlichtungsverfahren zwischen der Stadt Berlin und den Bewohnern der Lauben.
Ursprünglich plante der Berliner Magistrat das gesamte Gebiet durch neue Wohnsiedlungen zu überbauen. Hierzu bestanden bereits Pläne, die aber aufgrund der Weltwirtschaftskrise und den nun mangelnden Finanzmitteln nicht umgesetzt wurden. 1922 gab der Magistrat die Pläne offiziell auf und beschloss die Errichtung eines Volksparks in den Rehbergen. Stadtgartendirektor Albert Brodersen erwähnte dies erstmals am 6. März 1922 in seiner Erklärung zum „Plan für die Schaffung eines Volks- und Schulspielparks.“ Die Verhandlungen mit dem preußischen Staat über den Erwerb des Geländes zogen sich hin. Erst die hohe Arbeitslosigkeit, die mit 36.000 Erwerbslosen im Wedding weit über dem Reichs- und Berlindurchschnitt lag, führte hier eine Wende herbei. Berlin bezahlte den Kaufpreis fast ausschließlich aus Finanzmitteln der Notstandsprogramme gegen Arbeitslosigkeit. 1926 erwarb die Stadt Berlin schließlich das Gelände vom Gut Jungfernheide, das der Regierung Preußens gehörte, für etwas über 2 Millionen Reichsmark.

### Bau und Eröffnung

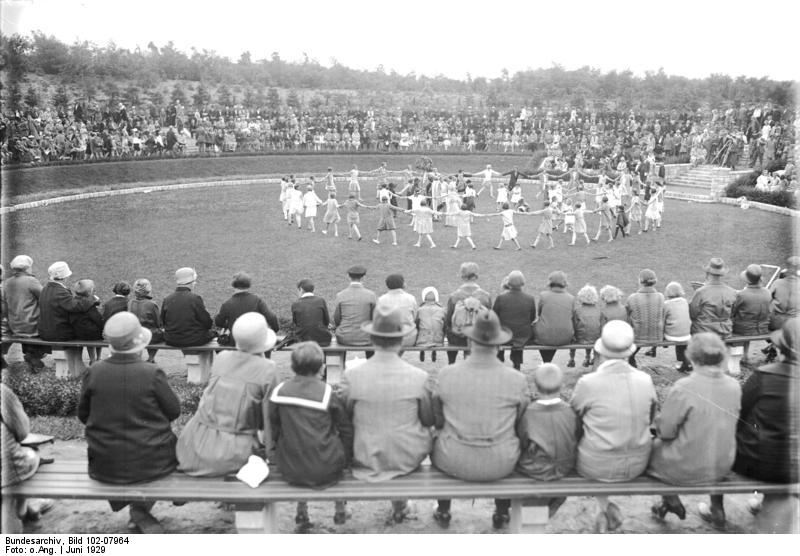
Eröffnung des Volksparkes 1929, Tanzring

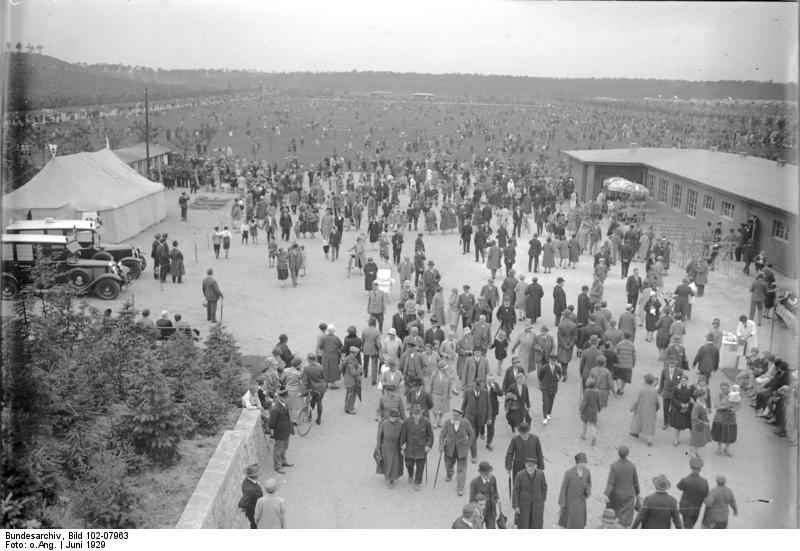
Übungswiese bei der Eröffnung 1929

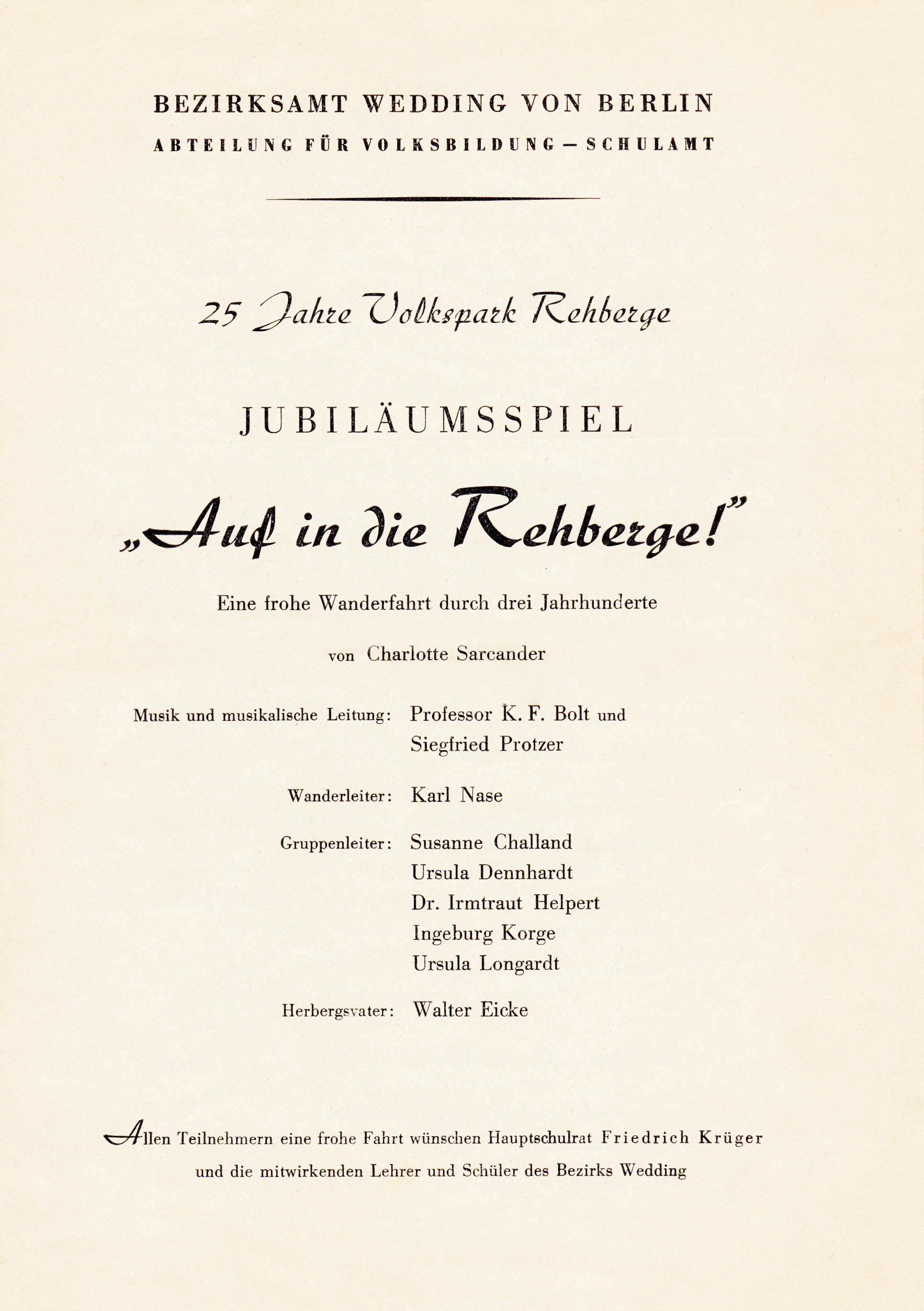
Titelseite des Programms für das Jubiläumsspiel Auf in die Rehberge! von Charlotte Sarcander (1954)

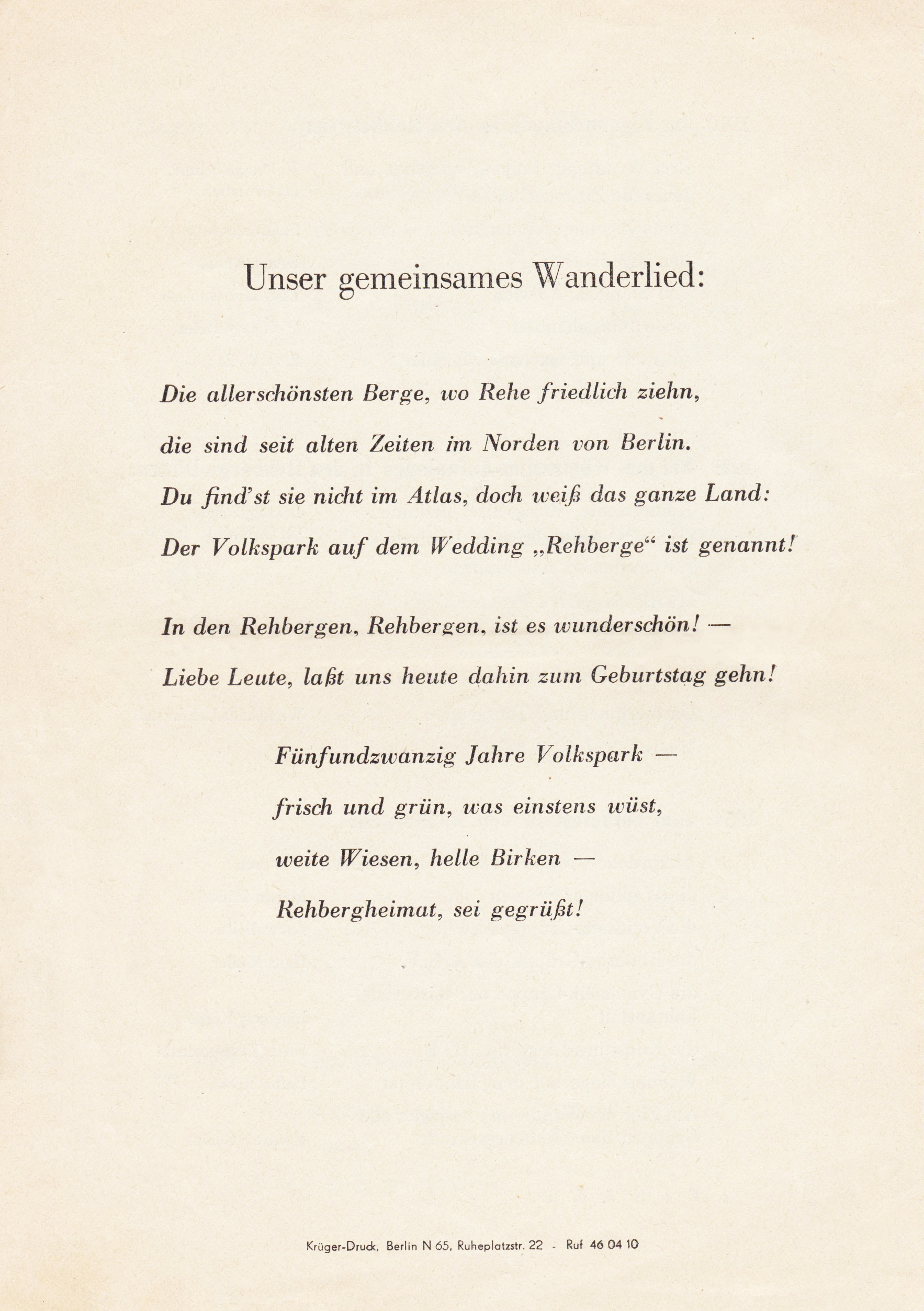
Wanderlied von Charlotte Sarcander (Rückseite des Programms Auf in die Rehberge!, 1954)

Der Park folgt – wie schon der Volkspark Humboldthain – der Idee eines Landschaftsparks; auf geometrische Formen wurde verzichtet. Der Park sollte die bereits vorhandene Landschaft aufgreifen und für Menschen besser nutzbar machen. Dazu gehörte auch die Einrichtung zahlreicher Sport- und Spielanlagen, insbesondere für Kinder und Jugendliche. Der Park sollte insbesondere für die Arbeiterschaft da sein, die nach Aussagen der Planer viel zu selten öffentliche Parks und Plätze aufsuchte.
Ursprünglich zuerst 1918/1919 von Albert Brodersen konzipiert, wurde der Park schließlich nach den Plänen der Gartenbaudirektoren Rudolf Germer (1884–1938) und Erwin Barth (1880–1933) in den Jahren 1926–1929 neu gestaltet. Brodersens Pläne sahen vor, die vorhandenen Dünen zu erhalten und als Naturdenkmal für die Kinder als Anschauungsobjekte zu nutzen. Der Höhenunterschied im Park beträgt – für Berliner Verhältnisse beträchtliche – 17 Meter, so dass Brodersens Pläne auch schon die Anlage einer Rodelbahn von der höchsten Düne aus vorsahen. Der Volkspark ist dabei nur Teil einer größeren Parkanlage, zu der auch der benachbarte Goethepark und die Grünanlagen um den Plötzensee gehören. Ebenfalls in die Parkplanungen einbezogen wurde das Gelände der heutigen Julius-Leber-Kaserne nordwestlich des Parks. Hier sollten auf 140 Hektar noch einmal Wiesen, Sportplätze und ein 7 Hektar großes Waldschulgelände entstehen. Der Kasernenbau verhinderte jedoch diese Erweiterung des Parks.
Der benachbarte Goethepark entstand zwischen 1922 und 1924 nach einem Entwurf von Germer. Die ersten Arbeiten auf dem Gelände des späteren Volksparks begannen 1926 als Bezirksgartendirektor Germer erste Notstandsarbeiten im Gelände durchführen ließ, um das Flugsandproblem in den Griff zu bekommen. Dies geschah noch, bevor Berlin das Gelände erworben hatte, gilt aber als erste konkrete Baumaßnahme für den Park. Erwin Barth beteiligte sich nach seinem Amtsantritt im März 1926, während die konkrete Durchführung der Arbeiten weiter in den Händen Germers lag. Zur Ausführung kam schließlich Barths Entwurf „Volkspark Rehberge“ aus dem Mai 1927, der die Ideen Brodersens und Germers modifizierte und ergänzte. Die Entwürfe für die Gebäude kamen vom Magistrats-Oberbaurat Friedrich Hellwig. Für die Umgestaltung wurden unter anderem mehrere kleine Hügel abgetragen, um ebene Flächen für die Sportanlagen zu schaffen. An Stellen, an denen Anpflanzungen vorgesehen waren, musste Mutterboden auf den Sand aufgebracht werden. Der Sand der Dünen wurde aus Kostengründen mit Straßendung verfestigt.
Die eigentliche Gestaltung des Parks erfolgte als Großprojekt im Rahmen der Arbeitsbeschaffung. Bis zu 1.200 Arbeitslose waren bei den Arbeiten tätig, welche Teil des Notprogrammes gegen die Arbeitslosigkeit waren. Insgesamt wurden 296.000 Tagewerke geleistet. Die Hauptarbeiten am Park fanden dabei zwischen dem 1. Februar 1926 und dem 31. Mai 1928 statt. Die gärtnerische Ausgestaltung des Parks kostete 2,7 Millionen Reichsmark.
Mit dem Park wurde auch die erste Dauerkleingartenanlage Berlins angelegt, die bis heute existiert. Offiziell eröffnet wurde der Park mit einem Volksfest am 22. Juni 1929. Zum Programm gehörten zahlreiche Sportveranstaltungen wie Staffelläufe und Turnvorführungen, aber auch Tanzdarbietungen und Auftritte von Kapellen und Orchestern.
1929/1930 kam der in den ursprünglich nicht in den Parkplanungen vorgesehene Bereich des Langen Fenns zum Park. Es entstanden die drei Seen. Nach 1930 gingen die weiteren Arbeiten an die zuständigen Abteilungen des Bezirksamts Wedding über.

### Zeit des Nationalsozialismus
Nach der Machtergreifung der Nationalsozialisten versuchten diese den Park nach ihren Vorstellungen umzugestalten. Dazu gehörte die Errichtung einer Rednertribüne an der Großen Übungswiese und das Einschmelzen des Denkmals für Emil und Walther Rathenau. Die Nationalsozialisten errichteten auch ein „Ehrenmal“ von Paul Birr an der Großen Übungswiese. Ebenfalls in die Zeit des Nationalsozialismus fällt die Errichtung der Freilichtbühne – gebaut als Thingplatz – sowie eines Kleinkaliberschießstandes im Park.
Den Zweiten Weltkrieg überlebte der Park weitgehend unbeschädigt. In den letzten Kriegsjahren wurden allerdings Luftschutzbunker im Park errichtet, von denen es keine Spuren mehr gibt. Pläne für Bunker auch in der Kleingartenkolonie Rehberge wurden nicht mehr umgesetzt. Am Ende des Zweiten Weltkrieges wurde von den Einwohnern wieder Holz zum Heizen entnommen, erst später konnte eine Aufforstung vorgenommen werden.

### Seit 1945
Nach 1945 wurden die Sportanlagen um Tennisplätze erweitert. Die gesamten Sportanlagen wurden 1954 modernisiert. Dabei entstand auch ein Ballspielplatz am Ort des 1945 geschlossenen Planschbeckens.
Ebenfalls im Jahre 1954 wurde im Freilichttheater Rehberge das 25-jährige Bestehen des Parks gefeiert mit dem Jubiläumsspiel Auf in die Rehberge! von Charlotte Sarcander mit Musik von Karl Fritz Bolt und Siegfried Protzer.
Auswirkungen auf den Park hatte die Verlängerung der U-Bahn-Linie U6 nach Tegel. Durch die damit verbundenen Auswirkungen im Grundwasserspiegel während der Bauzeit 1956–1958 verlandeten die Seen im Volkspark komplett.

## Topographie und Gestaltung

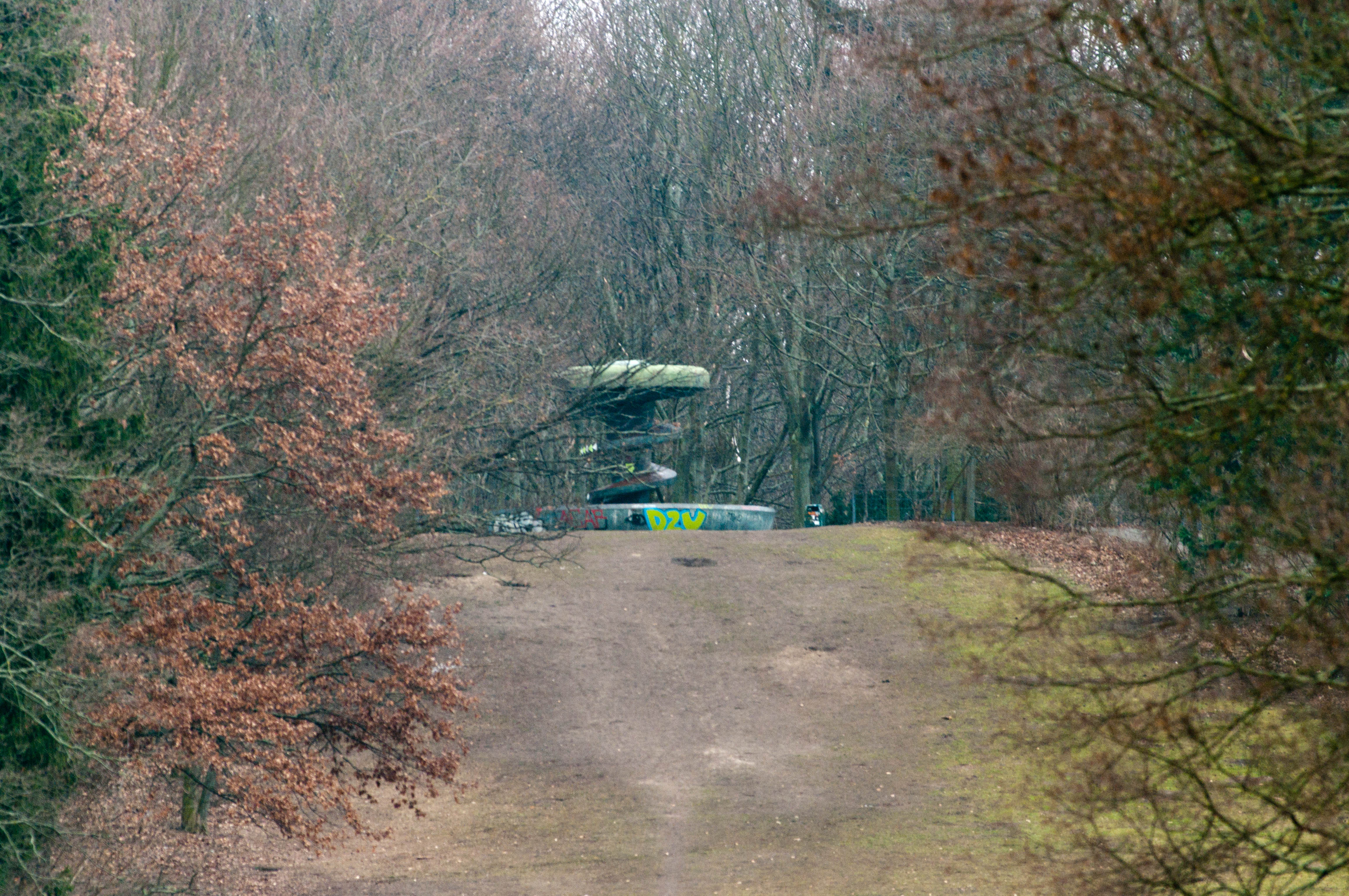
Blick vom Hang des Rodelbergs zum Rathenau-Brunnen

Den Park prägt die hufeisenförmige Dünenkette. Die Dünen wurden im Rahmen der Parkgestaltung miteinander zu einem einheitlichen Höhenzug verbunden, der auch durch einen „Höhenwanderweg“ erlaufbar ist. Das Hufeisen umschließt die Sportanlagen mit dem Stadion Rehberge und der vier Hektar großen Wiese im Zentrum des Parks. Bei der Gestaltung achtete Barth darauf, die natürliche Landschaft zu betonen. So gibt es auch nur wenige formale Gestaltungselemente wie Alleen, Rondelle oder bewusst gesetzte Blickachsen. Um Stadion und Übungswiese errichten zu können, wurde das Gelände an dieser Stelle eingeebnet und mehrere kleinere Hügel abgetragen.
Ein als solitär erhaltener Hügel ist der Leutnantsberg nördlich der Sportanlagen. Seine Spitze wird durch ein von Säuleneichen eingefasstes Aussichtsplateau gebildet. An seiner Flanke liegt die Freilichtbühne. Im Süden liegen mehrere Liege- und Spielwiesen, die durch freie Elemente wie Teiche oder Gehölzgruppen gegliedert sind.

### Wiesen

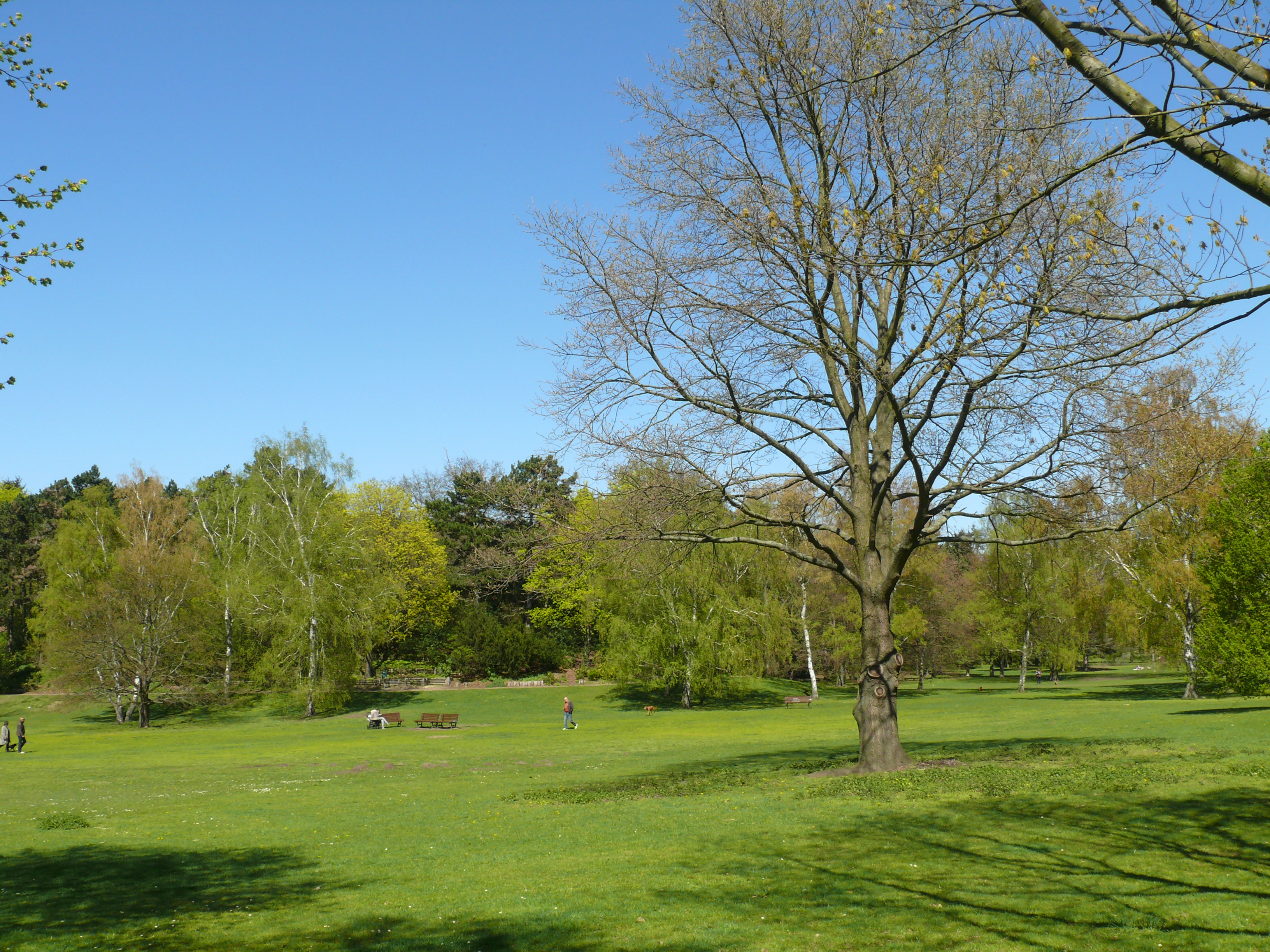
Große Wiese (2016)

Prägendes Element des Parks sind mehrere große Wiesen, die sich im Zentrum und Südteil der Anlage befinden. Die größte und formal ausgestaltetste Wiese ist die Große Spielwiese, ehemals Große Übungswiese und umgangssprachlich wegen der an ihrem Rande aufgestellten Ringerskulptur auch „Catcherwiese“ genannt. Diese liegt im Herz der hufeisenförmigen Dünen. Dazu kommen südlich und westlich der Großen Spielwiese einige weitere Wiesen verschiedener Größe, die dem Konzept der Parkgestaltung nach möglichst natürlich und naturgewachsenen dienen sollen.

### Wege und Brücke

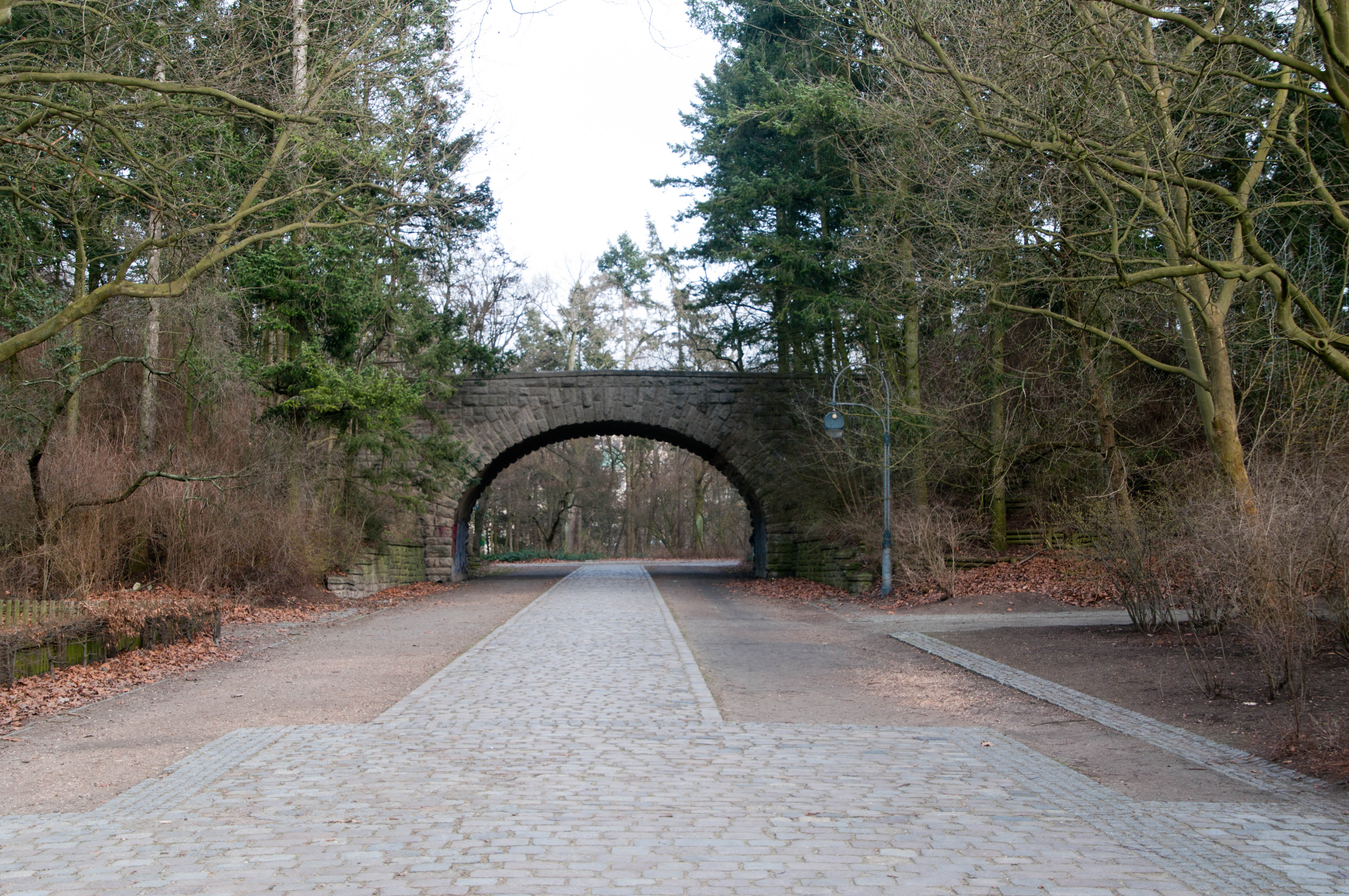
Blick von der Großen Wiese entlang der Hauptachse zur Brücke

Das Wegenetz des durch 30 Eingänge erschlossenen Parks beträgt 24 Kilometer. Von besonderer Bedeutung für den Volkspark sind einige zentrale Wege: Die Hauptzugangsachse zur Großen Spielwiese verläuft aus westlicher Richtung von einem Rundplatz aus unter der Fußgängerbrücke gerade an den zwei ehemaligen Umkleidehäusern von 1929 vorbei. Die breite Zugangsachse bot sich bereits bei ihrer Eröffnung zum eindrucksvollen Massenaufmarsch an. Nachdem dies zur Eröffnung vor allem jugendliche Sportler waren, nutzten in den Folgejahren, so lange dies noch möglich war, auch KPD und SPD den Platz, um ihre Veranstaltungen eindrucksvoll in Szene zu setzen.
Über der Fußgängerbrücke verläuft der „Höhenwanderweg“, der zwischen Sportplatz, Tanzring und Stadion beginnt und sich dann im Bogen die Dünenlandschaft empor windet, um an der höchsten Stelle des Parks am Rathenaudenkmal zu enden. Den letzten Abschnitt des Wegs säumt eine Allee aus Spitzahorn und Berg-Ahorn, ursprünglich waren dort Ulmen gepflanzt. Die Brücke, auf der der Wanderweg den Zugang zur Großen Spielwiese überquert, entstand 1927 durch das Tiefbauamt Wedding aus Beton. Sie ist mit Bernburger Kalkstein verkleidet. Neben der praktischen Notwendigkeit, die beiden Wege zu kreuzen, dient sie auch als Sichtpunkt, die den Blick entlang der Zugangsachse auf die Spielwiese rahmt. Inmitten der Sichtachse durch die Brücke steht als Point de vue die Ringerskulptur von Wilhelm Haverkamp.
Von der südlichen Düne hinab verlaufen Richtung Großer Spielwiese terrassenartig gestufte und symmetrisch geführte Wege, die den Blick über Wiese und Sportanlagen erschließen.

### Seen

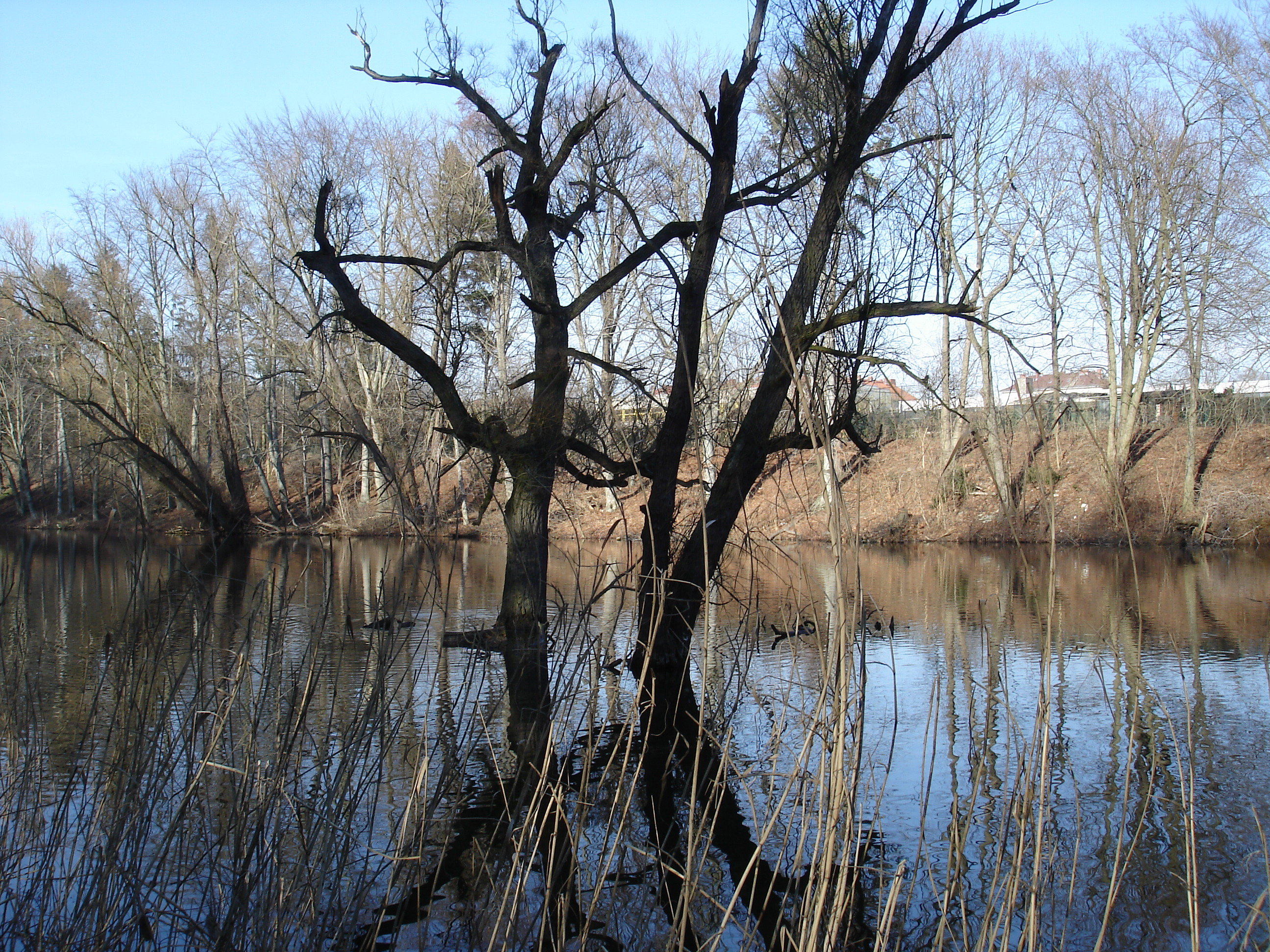
Der Möwensee im Volkspark Rehberge

Im Nordosten des Parks liegen die drei Seen, Möwensee, Sperlingssee und Entenpfuhl, die bei der Gestaltung des Parks aus einer glazialen Rinne, dem Langen Fenn, gebildet wurden. Umgeben sind diese von einem waldartigen Bereich mit einigen kleineren Wiesen. Der größte der drei Seen ist der 1,7 Hektar große, etwa 300 Meter lange Möwensee mit einer mittleren Tiefe von 1,5 m. Alle drei Seen führen das ganze Jahr über Wasser und sind vermutlich mit dem Grundwasserspiegel verbunden. Alle drei Seen werden von Umweltgutachtern als „naturnah“ beschrieben. Die beiden kleineren Seen sind stark verschlammt und weisen Verlandungstendenzen auf.

## Flora und Fauna
Für einen Park dieser Größe enthalten die Rehberge vergleichsweise wenige verschiedene Arten an Tieren und Pflanzen. Auffallend ist, dass von dem Wald, der sich vor Ende des Ersten Weltkriegs an dieser Stelle befunden hat, heute keine Arten mehr vorhanden sind.
An den Seen finden sich typische gewässerbegleitende Säume aus Fahl-Weiden und Erlen. Sehr vereinzelt kommen dort auch kleinere Röhrichtbestände aus Schilf, Kalmus und Seggen vor. Am Möwensee wurde die geschützte Sumpf-Schwertlilie nachgewiesen. Die einzige Fischart, die sich – abgesehen von Einzelsichtungen – im Möwensee nachweisen lässt, ist die Karausche. Im Sommer kommt es aufgrund sauerstoffzehrender Vorgänge immer wieder zu Fischsterben im See.
Zu den wenigen formalen Elementen der Parkgestaltung gehört der Platanengang um die Übungswiese herum. Zur Parkgestaltung nutzten die Planer vor allem einheimische Arten. Alleen, Haine und Rondelle bestanden zum größten Teil aus Platanen, Birken, Eichen, Linden und Pappeln. Auf den Dünenhängen wurden Kiefern und Douglasien gepflanzt. Spielplätze wurden von Eichengruppen umschlossen, während der Leutnantsberg eine Heidelandschaft darstellen soll.

## Freizeiteinrichtungen

### Restaurant
Neben einer Gaststätte in der Kleingartenkolonie ist der einzige andere geöffnete Gastronomiebetrieb das Restaurant „Schatulle“. Dieses befindet sich gegenüber der Freiluftbühne an einer größeren Wegkreuzung und sitzt in einem 1936/1937 errichteten Umkleide- und Verwaltungsgebäude, das nach dem Zweiten Weltkrieg in eine Gaststätte umgebaut wurde.

### Sportanlagen

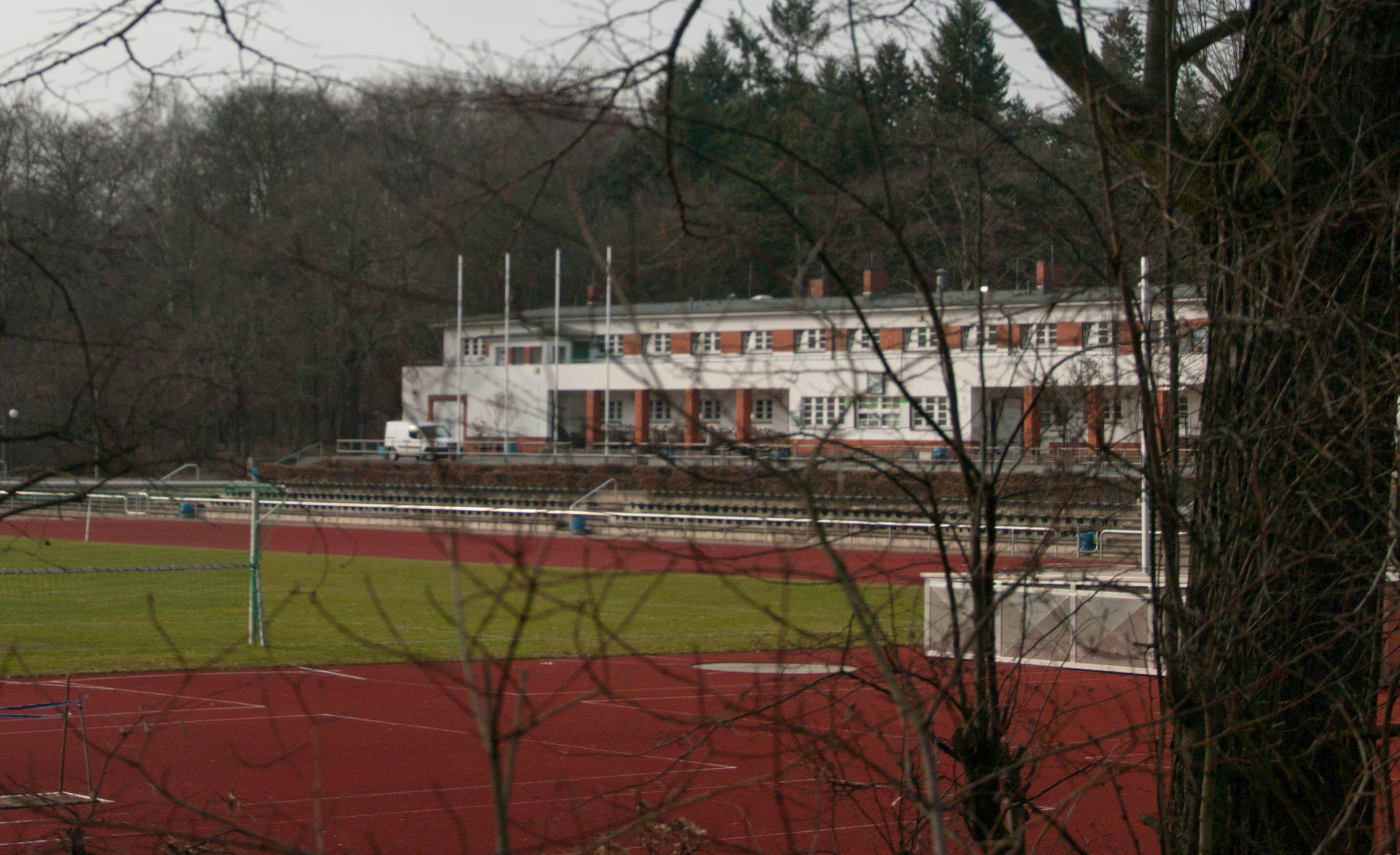
Stadion Rehberge

Gemäß dem damaligen Volkspark-Konzept, das Parks vor allem als Erholungs- und Freizeitort für die Bevölkerung auffasste, legten die Planer beim Bau Wert auf zahlreiche Sportanlagen. Im Zentrum des Parks sind mehrere Sportplätze, eine große Wiese – die Übungswiese oder umgangssprachlich Catcherwiese – und das Stadion Rehberge. Östlich des Stadions liegen vier Tennisplätze. Von einer Erhöhung, auf der auch das Rathenau-Denkmal steht, geht eine Rodelbahn die Westseite einer Sanddüne hinab. Der Höhenunterschied der Bahn beträgt 20 Meter, sie ist insgesamt 300 Meter lang.
Gegliedert sind die Sportanlagen durch eine vergleichsweise formale Parkgestaltung aus Hecken, Baumreihen, Alleen und Rondellen.
Nutzer der Anlagen sind zahlreiche Freizeitsportler, die hier joggen. Allerdings findet auch organisiertes Vereinsleben statt. Der BSC Rehberge 1945 hat seine Heimat im Stadion Rehberge. Die Tennisanlagen werden vom BTC Rot-Gold und dem TSV Wedding genutzt. Zwischen 1949 und 1952 dienten die Hälfte der Tennisplätze exklusiv den Offizieren der französischen Besatzungsmacht. Der Berlin Cricket Club absolvierte in den 1990ern, noch unter dem Namen „The Refugees“, seine ersten Trainings- und Spielversuche im Cricket auf den Wiesen des Volksparks, bevor der Verein schließlich auf das Olympiagelände umzog.

### Ehemalige Umkleiden

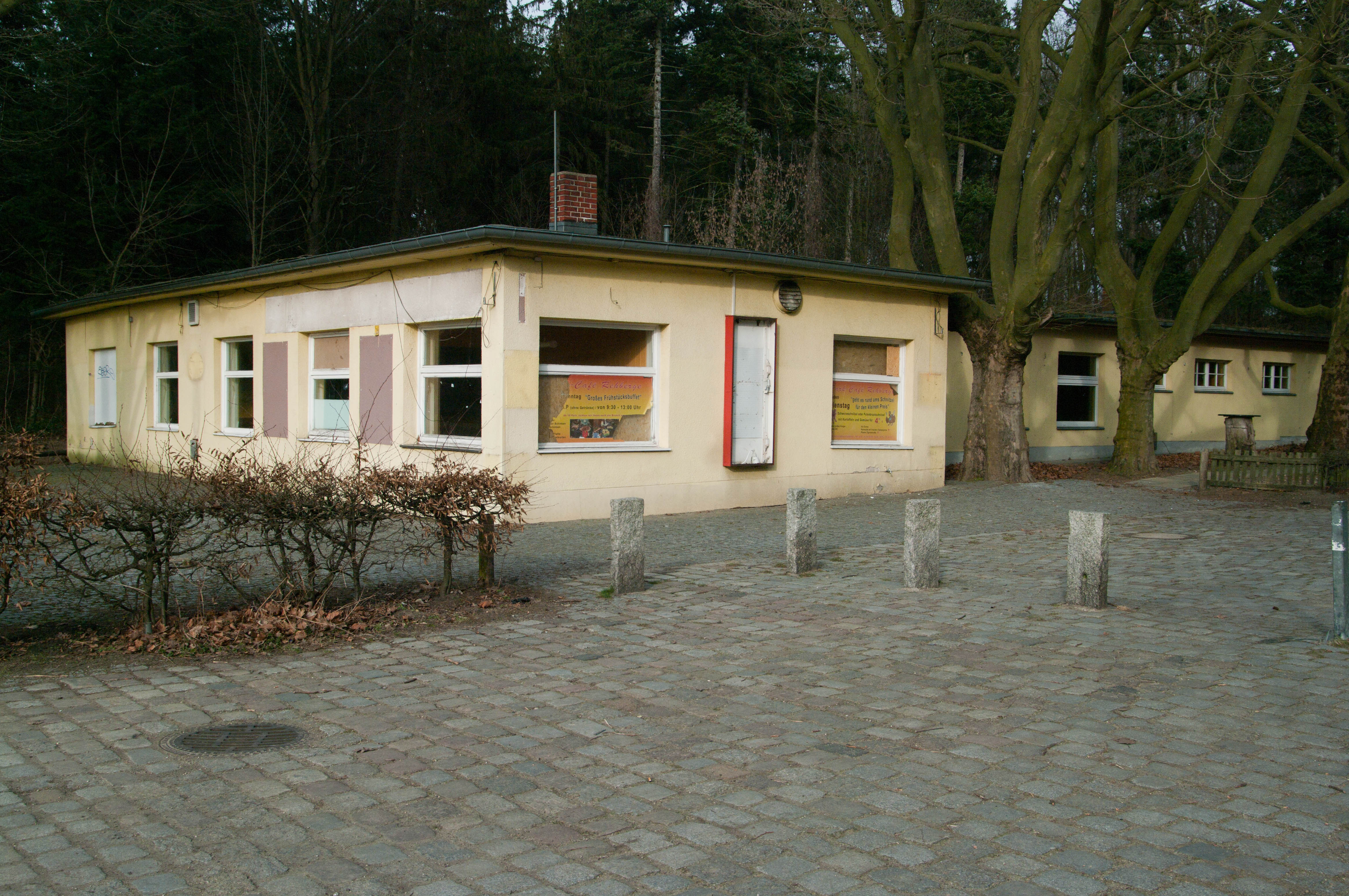
Ehemalige Umkleide, später Restaurant, jetzt leerstehend

Am Eingang der Großen Spielwiese stehen zwei ehemalige Umkleiden in symmetrischer Anordnung. Die nördliche der beiden wurde 1929 von Friedrich Hellweg im Stil der Neuen Sachlichkeit erbaut. 1950 erfolgte der Umbau zur Gaststätte. Über lange Jahre befand sich in diesem Gebäude das „Café“, heute steht es leer. Das südliche Umkleidegebäude entstand 1935/1936 durch das Bauamt Wedding.

### Tanzring
Der Tanzring liegt nördlich des Dünengürtels. Der 1929 angelegte Ring inmitten einer Kulisse aus Douglasien sollte ursprünglich für „gymnastische Übungen und Volkstänze“ dienen. Der Ring liegt vertieft und hat eine Tribüne. Diese wurde nach dem Krieg 1951 mit 410 Sitzplätzen wieder hergestellt und 1979 vereinfacht erneuert.

### Sporthaus
Das Sporthaus befindet sich oberhalb und nördlich der Wettkampfbahn. Das nach Plänen von Friedrich Hellweg im Stil der Neuen Sachlichkeit symmetrisch errichtete Gebäude bietet einen Aussichtspunkt über die tiefer liegenden Sportstätten. Geplant war es für die Versorgung und den geselligen Aufenthalt der Sportler.

### Freilichtbühne

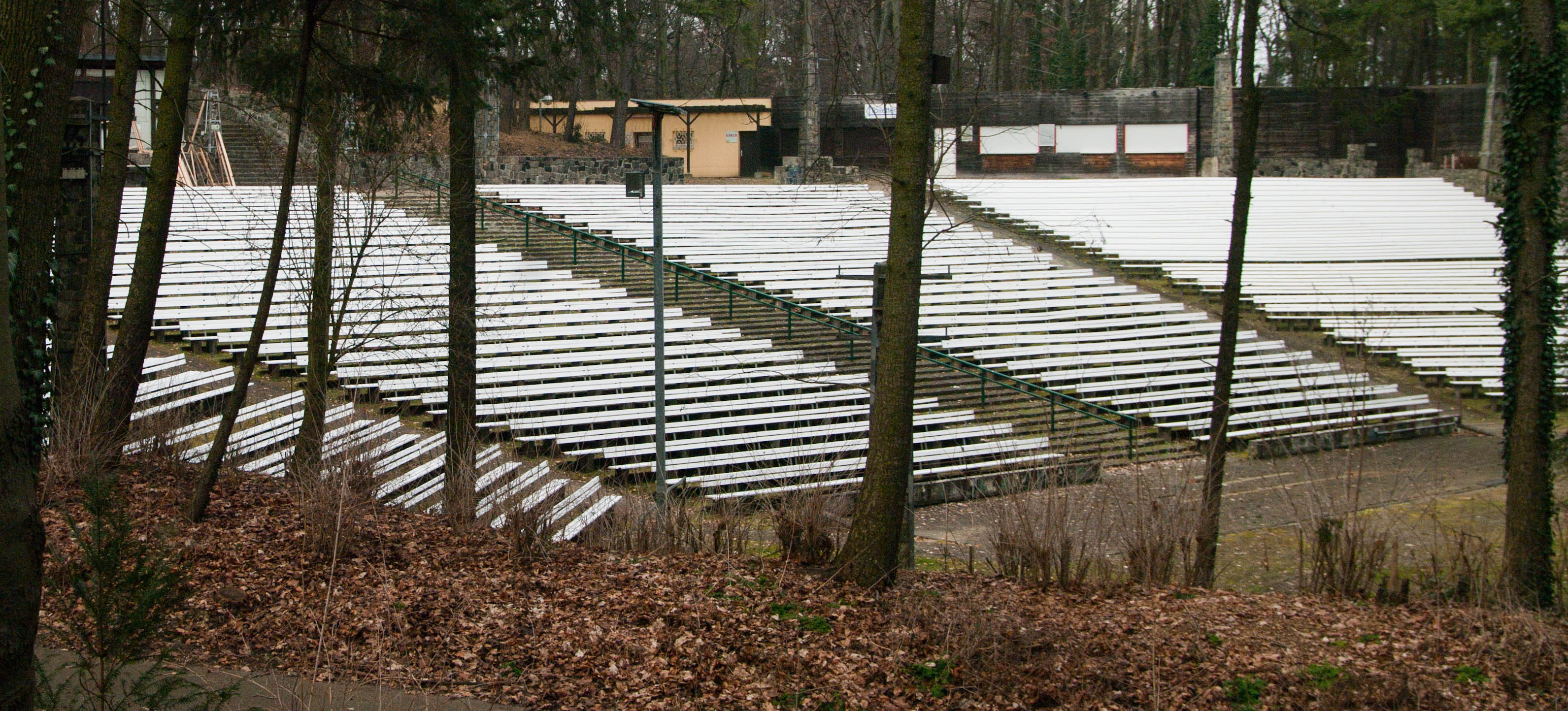
Freilichtbühne, Zuschauerränge

Die Freilichtbühne entstand 1935/1936 an der Flanke des Leutnantsbergs auf Veranlassung der Nationalsozialisten durch die bezirkliche Gartenverwaltung. Diese sollte als „Feierstätte“ oder Thingplatz im Rahmen der Thingbewegung entstehen und hat 4.000 Sitz- und 11.000 Stehplätze. Umgeben sind diese von diversen Nadelgehölzen. Den Eingang bildet ein ehemaliges Garderobenhaus von 1948/1949. Nach dem Zweiten Weltkrieg diente sie vor allem zur Aufführung von Lustspielen und Operetten. Nach mehreren Jahren mit großen Schäden durch Vandalismus und der dadurch vergeblichen Suche nach einem neuen Betreiber, wurde 1998 die Freilichtbühne vom Bezirksamt als Veranstaltungsort geschlossen. 2008 wurde sie für den symbolischen Preis von 1 Euro an einen privaten Betreiber verkauft, der den Spielbetrieb mit Freilichtkino- und Theatervorführungen nach der nötigen Sanierung im Sommer 2009 wieder aufnahm.

## Wildgehege

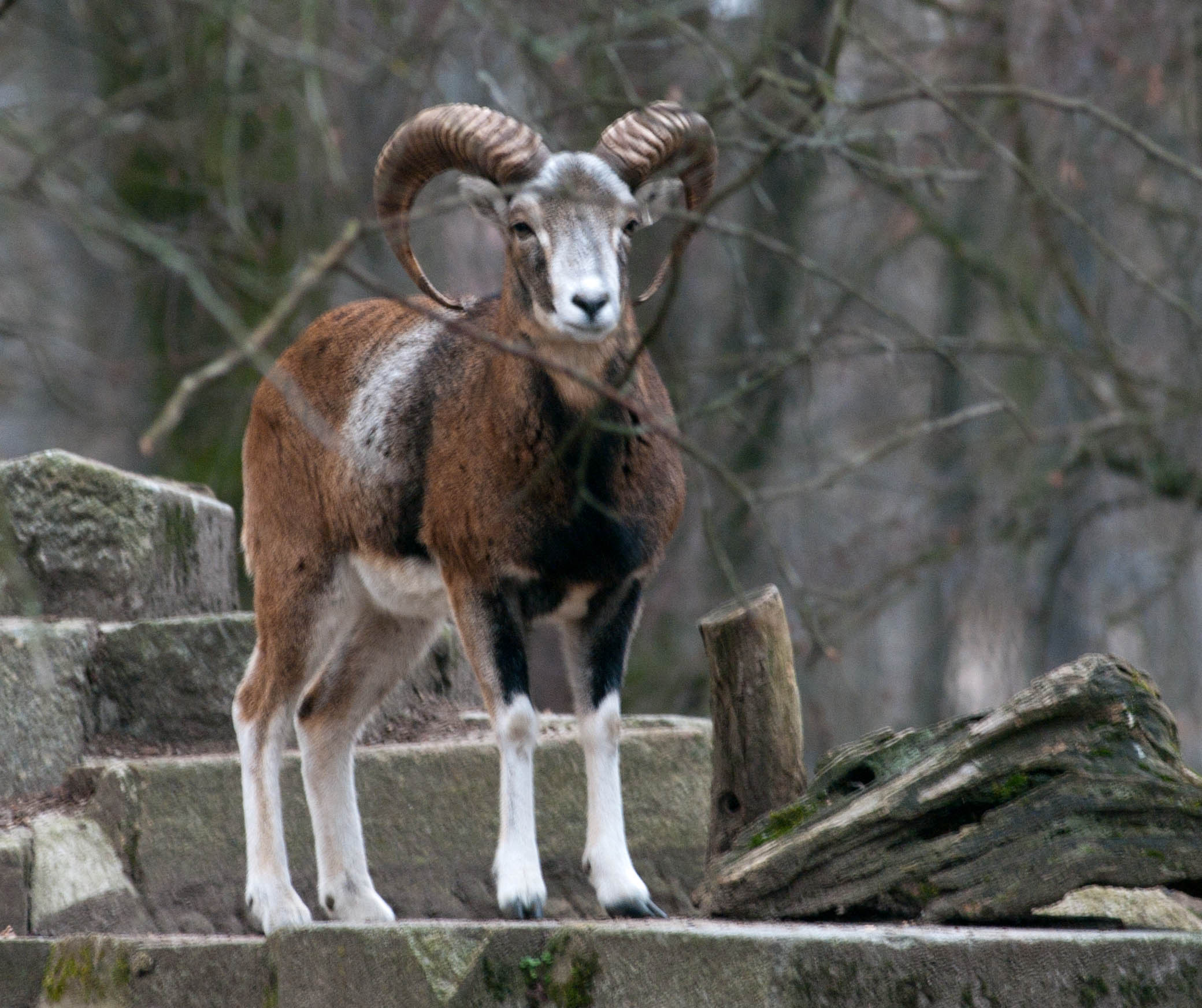
Wildgehege

Im westlichen Teil des Parks sind mehrere Wildgehege. Zeitweise lebte nur noch ein Wildschweineber sowie Mufflons, Fasane und ein Damhirsch im Gehege. Ursprüngliche Planungen sahen vor, die Wildgehege nach seinem Tod zu renaturieren. Nach dem Tod des Ebers im Mai 2015 setzte sich eine breite Bewegung für den Erhalt der Gehege ein. Nachdem dann die Stadtbärin Schnute, die in einem kleinen Gehege im Ortsteil Mitte gelebt hatte, im Oktober 2015 verstarb, beschloss der Bezirk Mitte – sowohl für Schnute wie auch die Rehberge zuständig – die Kapazitäten, die bislang den Berliner Stadtbären zugedacht waren, komplett in die Rehberge zu investieren. Dadurch kamen nicht nur neue Gelder in die Rehberge, sondern auch eine hauptamtliche Tierpflegerin. Im Januar 2016 waren es insgesamt etwa 20 Tiere, die sich in den Gehegen aufhielten. Besonders attraktiv sind die Gehege für Kitas und Schulkinder, die diese besuchen.

## Kleingartenkolonie

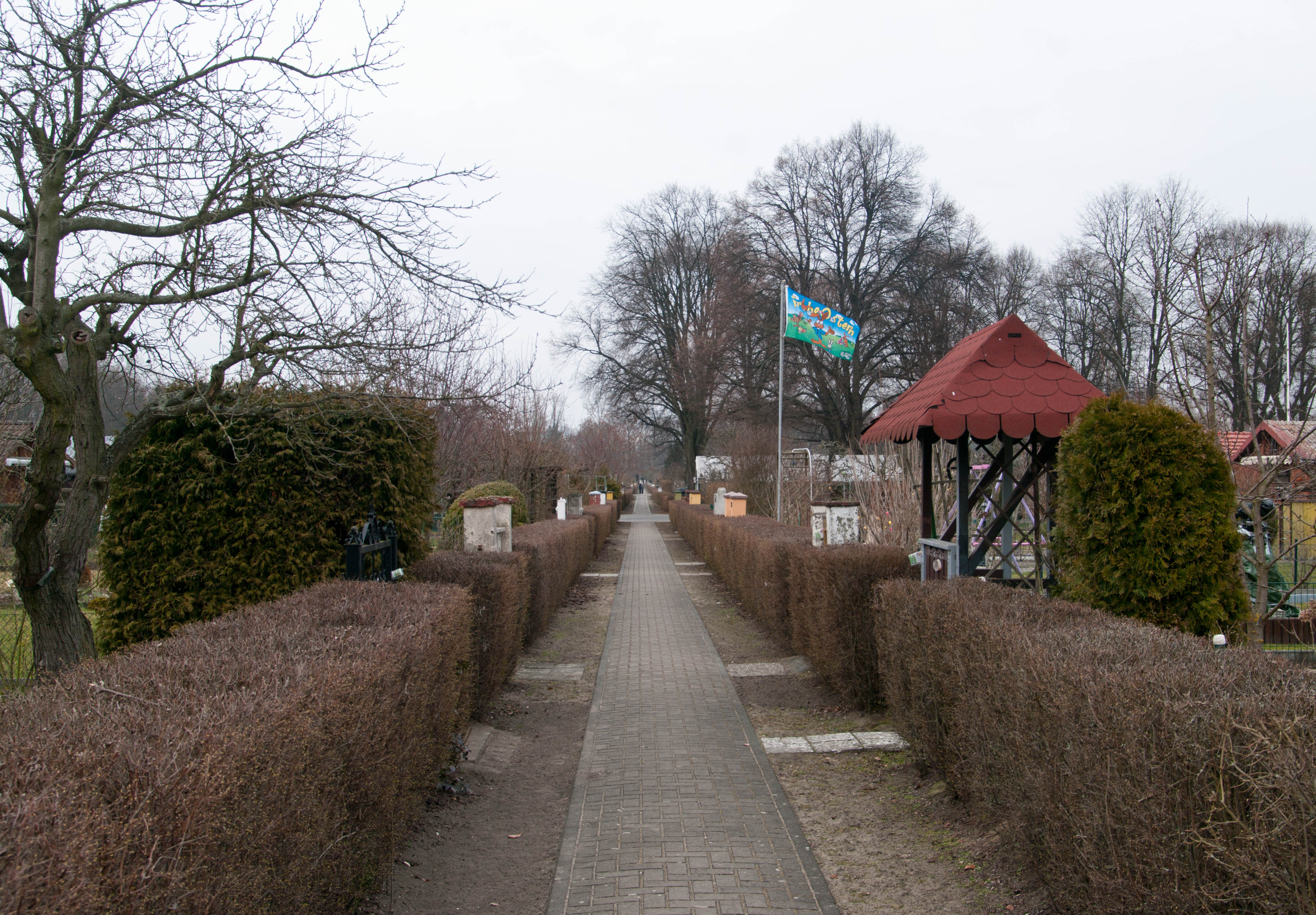
Gang durch die Kleingartenkolonie

Auf dem Gelände der Rehberge hatten sich seit dem späten 19. Jahrhundert mehrere wilde Kleingartensiedlungen, sogenannte „Laubenkolonien“ gegründet. Diese sollten im Rahmen des Parkausbaus durch ein geordnetes Kleingartenwesen ersetzt werden. Die Kleingärtner sollten in der Anlage in den Rehbergen Ersatz erhalten. Während die Laubenkolonien ungeplant und improvisiert gewachsen waren, waren die Kleingartenkolonien durchgeplant. Die Zeitschrift die Gartenwelt lobte 1929, man habe sich bemüht „das leidige Kunterbunt der üblichen Kleingärten durch genaue Vorschriftung für die Aufteilung der Parzellen […] und den Bau und Anstrich der Lauben zu verhüten.“ Die Parzellen wurden in einem festen Schachbrettmuster aufgeteilt. Die Bewohner mussten sich an feste Vorgaben halten, mit denen beispielsweise Größe, Form und Farbanstrich der Lauben, Höhe der Zäune oder Breite der Wege fest vorgegeben waren, ebenso wie Art, Größe und Gestaltung der Anpflanzungen. Die Stadt legte dabei die Wege zwischen den Parzellen an, pflanzte Hecken- und Obstbaumalleen und verlegte eine Wasserleitung auf dem Gelände. Die restlichen Arbeiten fielen in die Hand der Parzellennutzer.
Die zukünftigen Bewohner mussten gegenüber der Stadt nachweisen, dass sie bereits Erfahrungen mit Anlage und Pflege eines Gartens hatten und versichern, dass sie ihren Garten in einem ordentlichen Zustand hielten. Für die meisten Bewohner der Laubenkolonie kam ein Umzug in die Kleingartenkolonie allerdings nicht in Frage: die Pacht betrug 10 Reichsmark im Monat, dazu kam eine Einmalzahlung von 30 Reichsmark. Die durchschnittliche Miete für eine Zweizimmerwohnung in Berlin betrug zu dieser Zeit 43,75 Mark. Für die meisten Laubenkolonisten, oft Einwanderer der ersten oder zweiten Generation, die am Rande des Existenzminimums lebten, waren dies prohibitiv hohe Kosten. Die Nutzerschaft der Kleingartenanlagen veränderte sich durch die Anlage des Parks: waren dies vorher meist einfache Arbeiter, die in der Laubensiedlung ihren Lebensmittelpunkt hatten und sich vom dort gezogenen Gemüse ernährten, kamen nun vor allem Hobbygärtner, die neben der Laube noch eine richtige Wohnung hatten und den Garten vorwiegend zur Freizeitnutzung in Anspruch nahmen.
Die Kleingartenkolonie ist als Dauergartenkolonie konzipiert, das heißt, das Gelände steht weiterer städtischer Entwicklung nicht mehr zur Verfügung. Die Kolonie im Nordwesten des Parks sollte als Muster für weitere Kolonien gelten und zeichnete sich durch strenge Vorgaben aus, was die Nutzung und Gestaltung der Gärten anging. So waren alle Grundstücke gleich geschnitten und es gab beispielsweise nur drei erlaubte Laubentypen, die Typen Sonntagsfreude, Kinderland und Erholung, die zwischen 800 und 1000 Reichsmark kosteten. Schon die Namen machten klar, dass die Lauben nicht zum Leben gedacht waren, sondern zur Freizeit- und Wochenendgestaltung. Die Laubentypen waren aus einem Wettbewerb des Reichsverbandes der Kleingartenvereine hervorgegangen, mussten durch die Gärtner selbst errichtet werden und hatten je eine Küche, einen Schlafraum und eine Veranda. Ursprünglich säumten japanische Tempeltore die Eingänge zu den Parzellen. Die Pläne für die Kolonie stammten von Barth und Germer. Während noch zahlreiche Lauben die Originalgestaltung zeigen, sind die Tore mittlerweile kaum noch erhalten. Die Hauptwege der Kolonie werden durch Hecken aus Hainbuchen gesäumt, die Nebenwege durch Hecken aus Blütensträuchern. Auf den Parzellen stand je ein Kirsch- oder Pflaumenhochstamm, um einen Allee-Effekt zu erzielen. Weitere Hochstämme durften nur in unmittelbarer Nähe der Lauben angepflanzt werden. Die Kleingartenkolonie wird durch einen mit Treppen zu erlaufenden Hügelkamm in zwei Teile getrennt.

## Denkmale

### Rathenau-Denkmal

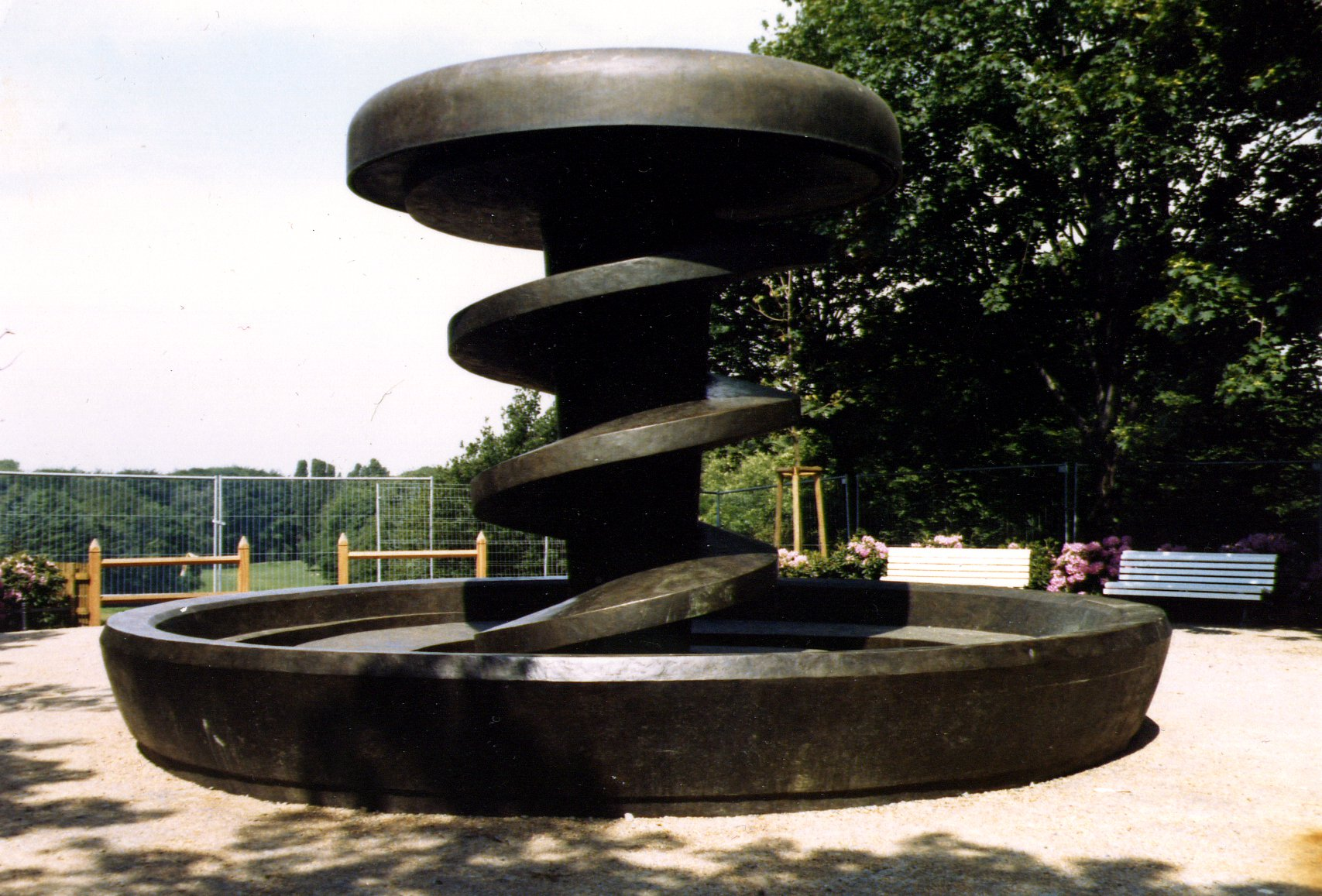
Rathenau-Denkmal 1987

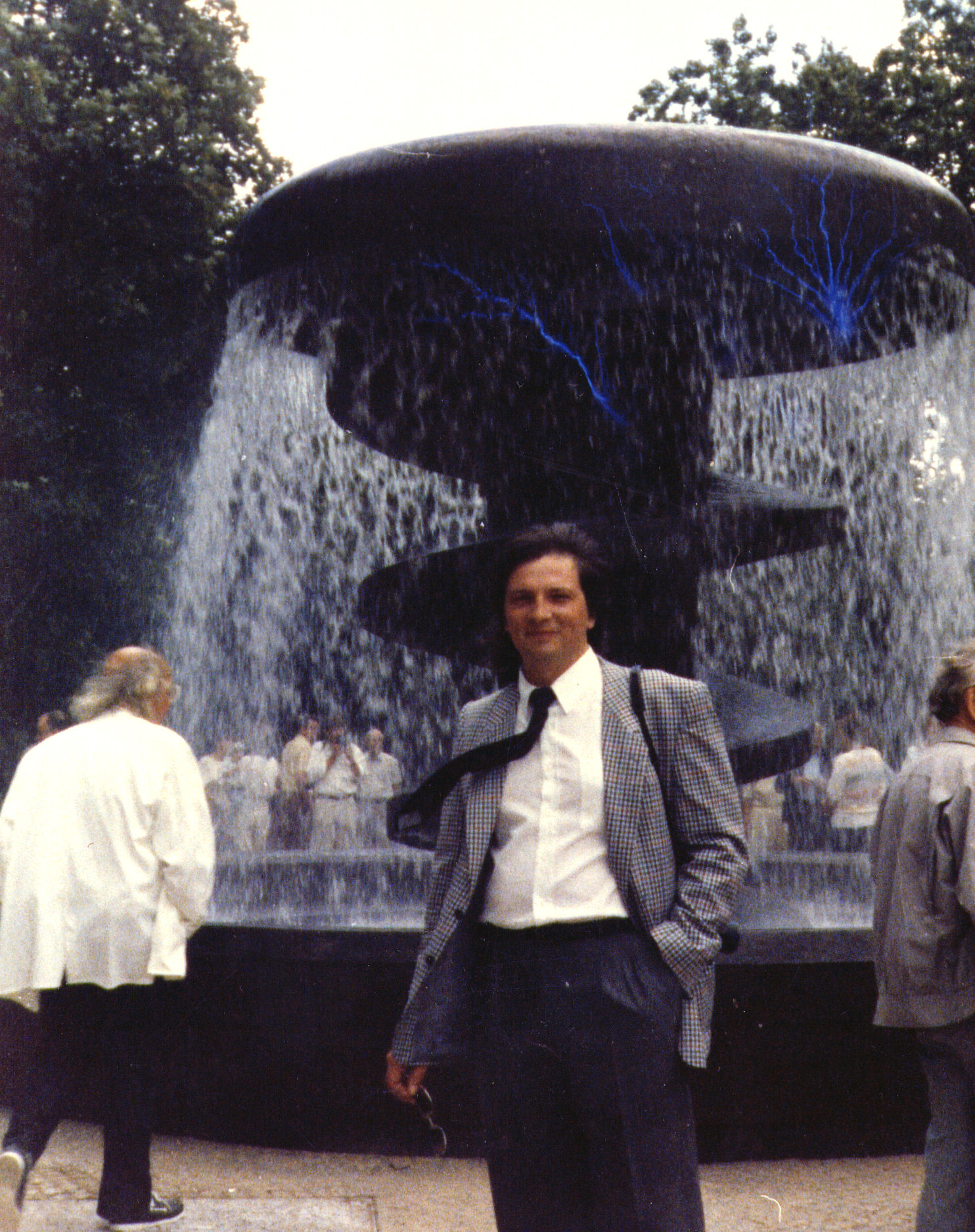
H. Noack und M. Hennemann bei der Einweihung 1987

Zustand 2014

Im Oktober 1930 wurde am Ende der großen Sicheldüne auf Anregung des damaligen Berliner Oberbürgermeister Gustav Böß der Rathenau-Brunnen aufgestellt. Eine ungewöhnlich lange Planungsphase war vorausgegangen: Georg Kolbes Idee, das Rathenau-Denkmal nicht figürlich, sondern als rein abstrakte Form zu gestalten, war anfangs auf Widerstand gestoßen.
Der Bildhauer berichtete: „Ganz verdutzt war die Berliner Kunstdeputation (einige 30 Männer und Frauen), als sie zur Entscheidung über meinen Entwurf zum Rathenau-Brunnen zusammentrat. Keine einzige Figur gab es da zu sehen! Somit erfolgte einstimmige Ablehnung: Dank einiger einsichtsvoller Männer setzte sich die Brunnenidee nach einundeinhalbjährigem Hängen und Würgen durch. Sogar eine einfache Treppenanlage durfte ich ausführen.“
Vor allem dank der Unterstützung des Oberbürgermeisters Gustav Böß kam im November 1929 der Vertrag zur Errichtung des Rathenau-Brunnens zustande. Den Auftrag vergab die Stadt Berlin; die Finanzierung soll von der AEG übernommen worden sein. Die einfachen Formen der Treppenanlage und des großen Brunnens waren abgestimmt auf die einzigartige Lage am Ende eines lang gezogenen Höhenrückens. Dieser bildet gleichsam den Sockel für das plastische Bildwerk. Nur eine groß gesehene Form konnte hier bestehen. So ist es verständlich, dass Kolbe – obwohl sonst als figürlich arbeitender Bildhauer bekannt – leidenschaftlich für sein abstraktes Rathenau-Projekt kämpfte.
1931 beschreibt der bekannte Kunsthistoriker Paul Ortwin Rave die Anlage: „Die letzte Strecke geht, zwischen Reihen frisch gepflanzter Rüstern, schnurstracks auf den Brunnen zu, hinter dem dann das Rasengelände, winters als Rodelbahn genutzt, sacht abfällt. Man erfreut sich, diese Via triumphalis Weddingensis wandelnd, mannigfacher Ausblicke. Diese etwa 100 m lange Allee läuft am Ende auf einen gering erhöhten runden Platz aus. Acht Stufen führen hinauf, aus Granit, wie auch die seitlichen Treppenwangen, die an der Vorderseite die flachen Bronzetafeln mit den Bildnissen von Emil und Walther Rathenau tragen. Das kraftvoll stämmige Gebilde aus dunklem Erz soll der zarte Schleier ringsum niederrieselnden Wassers hüllen, damit der Eindruck einer sich dauernd kreisenden aufwärts windenden Bewegung, die künstlerische Verherrlichung eines kräfteumsetzenden Triebwerks, voll erstehe. Und das Wasser kreist in der riesigen Schale am Boden von außen nach innen geleitet durch die geschickte Führung der Ablaufbahnen, um in der Mitte strudelnd zu verschwinden.“
In einer zeitgenössischen Kritik hieß es: „Ein Brunnen ohne Symbolgestalten, ohne Denkmalswucht und Pathetik. In Deutschland, das die Wilhelminische Denkmäler-Inflation noch kaum überwunden hatte, war dieses Werk von besonderer Modernität. In seiner Größe, Einfachheit und Dynamik, war es ein adäquateres, ausdrucksstärkeres Zeichen, als figürliche Allegorien es sein konnten. Gerade wegen der abstrakt-strengen Form des Brunnens kann er heute noch zeitgemäß wirken – anders als viele Denkmäler der ersten Hälfte des 20. Jahrhunderts.“
Der Rathenau-Brunnen wurde im Volksmund, in Anspielung auf steigende Steuern, auch die Steuerschraube genannt. Er stand nur vier Jahre: 1934 wurde die Bronze-Spirale entfernt. Man gab vor, den Hügel als Aufmarsch-Gelände umgestalten zu wollen, was jedoch unterblieb. Tatsächlich duldeten die Nationalsozialisten keine Denkmäler für jüdische Bürger. Deshalb wurden auch die Bronzereliefs für Emil und Walther Rathenau entfernt, wohl unsachgemäß, was Ausbrüche am linken Granitpfeiler deutlich zeigten. Das Brunnenbecken wurde vorerst auf dem Gelände der Garten-Verwaltung Wedding gelagert. Zusicherungen, es an anderer Stelle wieder aufzurichten, wurden nicht eingehalten. 1941 schmolz man es ein und verwendete die Bronze zum Nachguss des beschädigten Schiller-Denkmals von Reinhold Begas. Diese Bronze steht heute im Schillerpark, Wedding. Die Marmorfigur des Dichters stand von 1952 bis 1987 im Lietzenseepark in Charlottenburg. Dann wurde sie anlässlich der 750-Jahr-Feier nach Ost-Berlin zurückgegeben. Hier wurde das rekonstruierte Denkmal 1988 auf dem Gendarmenmarkt aufgestellt.
Die Treppenanlage mit den seitlichen Granitpfeilern und die große Granitunterlage des Brunnens blieb erhalten. Deshalb wurde die Wiederherstellung des Rathenau-Brunnens mehrfach erwogen. Vor allem der Weddinger Bürgermeister Mattis setzte sich dafür ein.
Der Bildhauer Richard Scheibe und Margrit Schwartzkopff, die erste Leiterin des Georg-Kolbe-Museums, wurden zu Rate gezogen. 1962 unterbreitete die Bildgießerei Noack einen ersten Kostenvoranschlag in Höhe von 250.000 DM. Die AEG stiftete 1964 58.000 DM. Doch dem damaligen Bürgermeister Mattis gelang es nicht, die restlichen Mittel zu beschaffen. Die AEG-Spende wurde später für den ‚Walther-Rathenau-Saal’ im Rathaus Wedding verwendet.
Die Rekonstruktion des Bildwerkes und der beiden Porträt-Reliefs besorgte der Bildhauer Harald Haacke – Meisterschüler von Richard Scheibe – in Zusammenarbeit mit der auch schon beim Erstguss beauftragten Bildgießerei Hermann Noack unter der Projektleitung von Michael Hennemann. Haacke hatte 1951 den Georg-Kolbe-Preis erhalten und führte seitdem u. a. Aufträge (Rekonstruktionen und Neuentwürfe) für die Verwaltung der Schlösser und Gärten, für den Berliner Landeskonservator und vergleichbare Institutionen aus (später z. B. die vergrößerte Skulptur von Käthe Kollwitz ‚Mutter mit totem Sohn’ in der Neuen Wache.)
Der Bronzeguss des Rathenau-Brunnens erfolgte – letztendlich ein zweites Mal – in der Bildgießerei Noack. Die Mittel für die Realisierung wurden aus dem Sonderfonds für Maßnahmen zur Erhaltung und Verbesserung des Stadtbildes Berlins bereitgestellt.

### Ringer

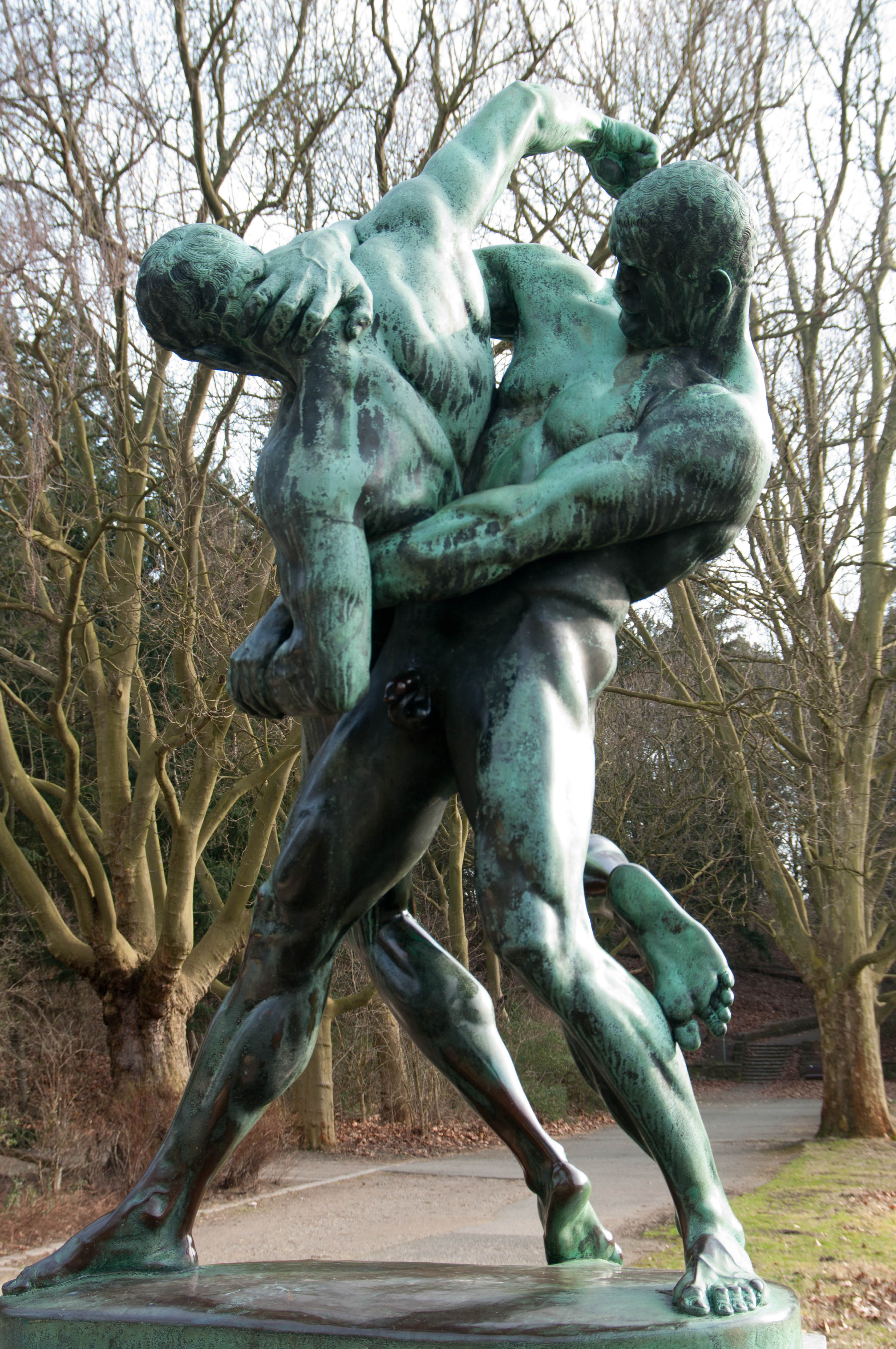
Ringer

Die Plastik zweier Ringer wurde 1906 von Wilhelm Haverkamp geschaffen. Ursprünglich befand sie sich an zentraler Stelle im Schillerpark, musste dort aber 1941 einem neu errichteten Schillerdenkmal weichen. Die auf einem Sockel aus Muschelkalk stehende Skulptur zeigt überlebensgroß den Kampf zweier nackter Ringer. Sie zeigt die Anspannung der Athleten und ist eine Reminiszenz an das Herkuläus-Antäus-Motiv. Gefertigt wurde die Statue aus Bronze.

### Naturdenkmal
Ein Findling im Park ist ein geschütztes Naturdenkmal. Er befindet sich etwa auf halber Strecke zwischen der Transvaalstraße und dem südlichen Ecke der Catcherwiese in einem Waldstück.